# Rosario (Washington)
Rosario az Amerikai Egyesült Államok északnyugati részén, Washington állam San Juan megyéjében elhelyezkedő önkormányzat nélküli település.
Rosario postahivatala 1906 és 1954 között működött. A település nevét a Rosario-szorosról kapta.

## Fordítás
- Ez a szócikk részben vagy egészben  a   Rosario, Washington című angol Wikipédia-szócikk ezen változatának fordításán alapul.  Az eredeti cikk szerkesztőit annak laptörténete sorolja fel. Ez a jelzés csupán a megfogalmazás eredetét és a szerzői jogokat jelzi, nem szolgál a cikkben szereplő információk forrásmegjelöléseként.